# Bede Smith
Francis Bede Frank Smith (Wellington, 28 februari 1886 - Wellington, 29 oktober 1954) was een Australisch rugbyspeler.

## Carrière
Tijdens de Olympische Zomerspelen 1908 werd hij met zijn ploeggenoten kampioen. Smith speelde als hooker. Smith speelde in totaal 4 interlands.

## Erelijst

### Met Australazië
- Olympische Zomerspelen:  1908